# Ống khói

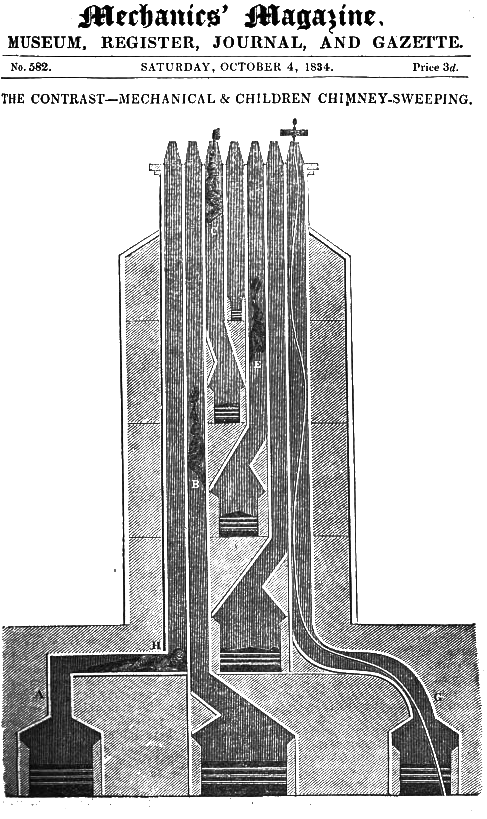
Bức ảnh về một ống khói có bảy lối thông trong một ngôi nhà kiểu Georgia tầng tại London, thể hiện các phương pháp thay thế để quét ống khói

Ống khói là cấu trúc dẫn đường được thiết kế để loại bỏ khí thải từ các thiết bị sinh nhiệt như lò sưởi, lò nung và máy nước nóng ra khỏi không gian sống. Tại Hoa Kỳ, chúng thường được gọi là "lỗ thông hơi" khi áp dụng cho nồi hơi và "ống lót" khi liên quan đến lò nung hiện đại và máy nước nóng. Để đảm bảo sự di chuyển hiệu quả của khí thải, chúng thường sử dụng hiệu ứng ngăn xếp hoặc lực nổi, và có thể được hỗ trợ bởi quạt. Vì khí thải thường chứa các chất nguy hiểm, quá trình này yêu cầu sự tuần hoàn và thay thế không khí tốt. Các tiêu chuẩn và mã xây dựng đề ra yêu cầu về vật liệu và thiết kế của ống khói.

## Các loại ống khói
Các loại ống khói bao gồm:
- Ống khói mở – Một thiết bị sử dụng ống khói mở rút không khí đốt từ môi trường xung quanh; khí thải nâng lên trong một xoáy trong ống khói mở. Ví dụ về thiết bị tuân thủ nguyên tắc này một cách thanh lịch là lò lửa Rumford thế kỷ 19.
- Ống khói đóng – Khi một ống dẫn không khí đốt trực tiếp vào thiết bị, không có sự di chuyển không khí giữa không gian chứa thiết bị và phòng. Điều này làm cho các thiết bị có ống khói đóng kín phòng trở nên an toàn bản chất, vì các sản phẩm đốt (POC) thông thường không thể thoát vào phòng. Hai loại ống khói đóng chính được sử dụng với các thiết bị đóng kín phòng:
  - Ống khói cân bằng – Sử dụng luồng khí tự nhiên được tạo ra bởi khí thải nhiệt nóng, do đó ống khói thiết kế ngắn nhất có thể, thường đủ dài để đi qua tường ngoài gần nơi thiết bị được lắp đặt. Đầu nối ống khói cân bằng có cả lối thoát khí và lối lấy không khí ở gần nhau, do đó bất kỳ luồng gió hoặc áp suất gió nào đều tác động đều và hủy bỏ trong thiết bị. Như vậy, ngọn lửa bếp và thậm chí đèn báo cháy không bị ảnh hưởng.[1]
  - Ống khói có quạt – Ống khói có quạt sử dụng áp suất được tạo ra bởi một quạt để đẩy không khí từ bên ngoài vào thiết bị và đẩy sản phẩm đốt ra ngoài không khí. Như vậy, ống khói và ống dẫn không khí có thể dài hơn nhiều, có đường kính nhỏ hơn và bao gồm các thay đổi hướng. Hầu hết các ống dẫn là đồng tâm; ống dẫn không khí chứa ống khói nhỏ hơn bên trong. Như vậy, một lỗ rò từ ống khói trong chỉ sẽ làm rò khí thải vào thiết bị thay vì vào phòng. Tuy nhiên, có thể chạy dài hơn với hệ thống có hai ống, trong đó ống khói và ống dẫn không khí chạy riêng biệt. Thay vì sử dụng ống khói đóng kín, một số ống khói có quạt sử dụng ống khói mở, lấy không khí đốt từ phòng chứa thiết bị. Tương tự như tất cả các ống khói mở, việc cung cấp đủ lượng không khí thông qua thông gió để cung cấp không khí đốt cho các thiết bị như vậy là vô cùng quan trọng.[2]
- Ống khói giả – Trong khi có thể cần hai hoặc ba ống khói cho các nguồn nhiệt riêng biệt, một số "ống" khói "giả" có thể được thêm ở đỉnh ống khói cho mục đích thẩm mỹ.[3]
- Ống khói trong khuôn – Một ống khói trong khuôn được sử dụng trong khuôn ép phun.